# Jardim Botânico dos Estados Unidos

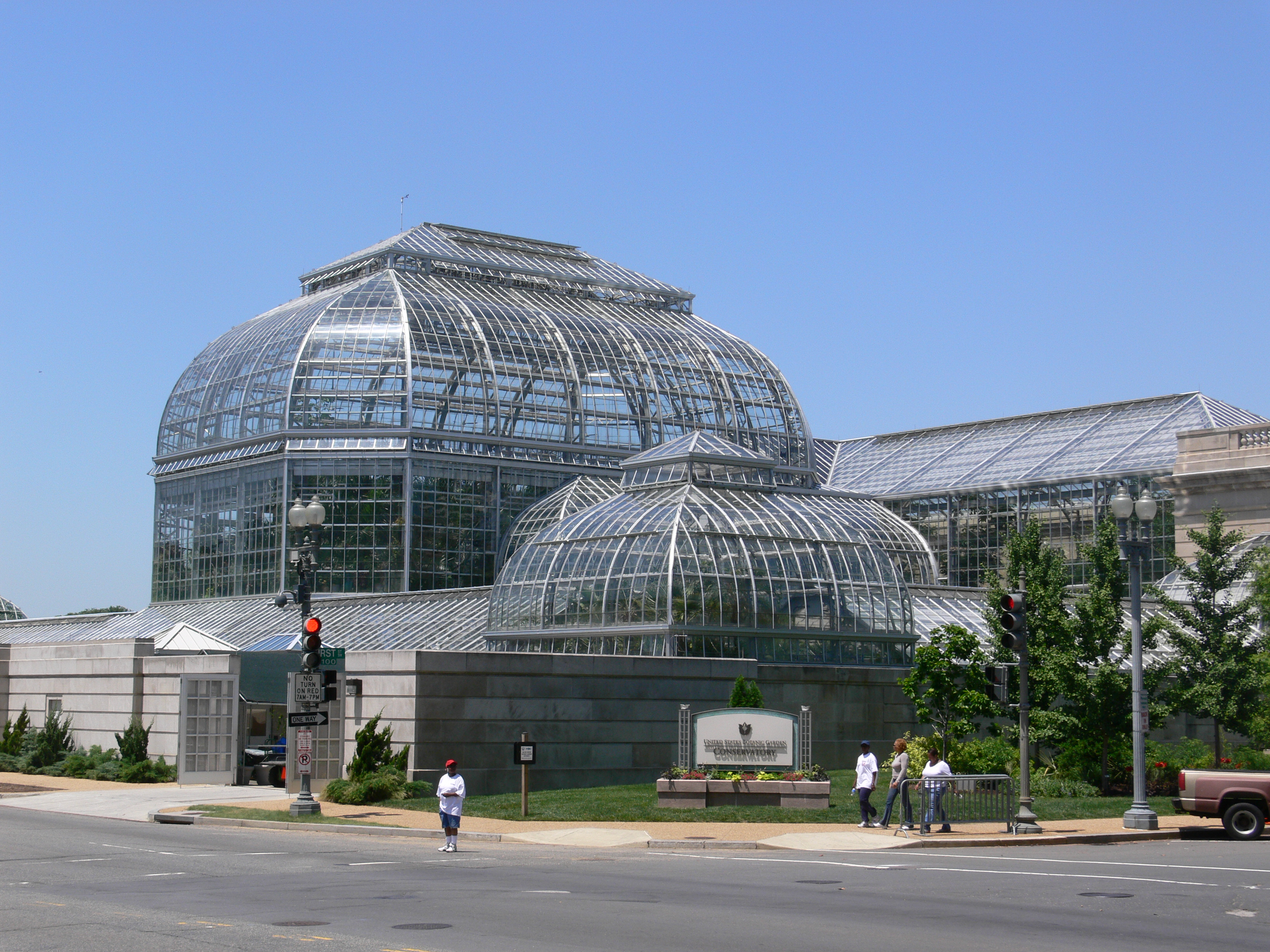
Exterior do Jardim Botânico.

O Jardim Botânico dos Estados Unidos (em inglês:  United States Botanic Garden) é um jardim botânico na Colina do Capitólio no National Mall em Washington, D.C. próximo ao James A. Garfield Monument. O jardim botâncico é mantido pelo Congresso dos Estados Unidos e permanece aberto ao público todos os dias do ano, incluindo domingos e feriados sendo o mais antigo jardim botânico dos Estados Unidos ainda em funcionamento. 

## História
O Instituto Colombiano para a Promoção das Artes e Ciências em Washington, D.C. foi quem primeiro sugeriu a criação de um jardim botânico em Washington em 1816. Em 1820 o Congresso doou um terreno próximo ao Capitólio. Em 1838, Charles Wilkes embarcou na United States Exploring Expedition a mando do Congresso no Oceano Pacífico e durante a expedição, Wilkes coletou várias espécies de plantas das ilhas que visitou. Wilkes retornou aos Estados Unidos em 1842 com uma coleção gigantesca de plantas que foram depositadas no recém construído Jardim Botâncico. O prédio foi fechado para renovações em 1 de setembro de 1997, e reaberto ao público em 11 de dezembro de 2001.